# Deutsche TT

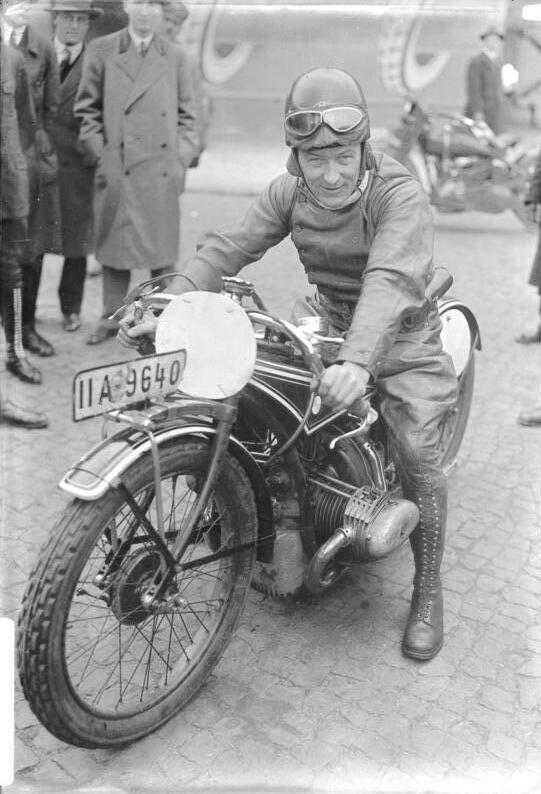
Toni Bauhofer auf BMW nach seinem Sieg beim Kolberger Bäderrennen 1929

Als Deutsche TT (Deutsche Tourist Trophy) wurden  vor dem Zweiten Weltkrieg verschiedene Motorradrennen in Deutschland bezeichnet.
- 1922 und 1924 die Eifelrundfahrt in Nideggen
- 1923 und 1925 das Bäderrennen in Swinemünde
- von 1926 bis 1929 das Bäderrennen in Kolberg

Auch auf dem Programmheft des Großen Preises von Deutschland 1970 auf dem Nürburgring war der Name Deutsche TT zu lesen.